# Fountaine Pajot

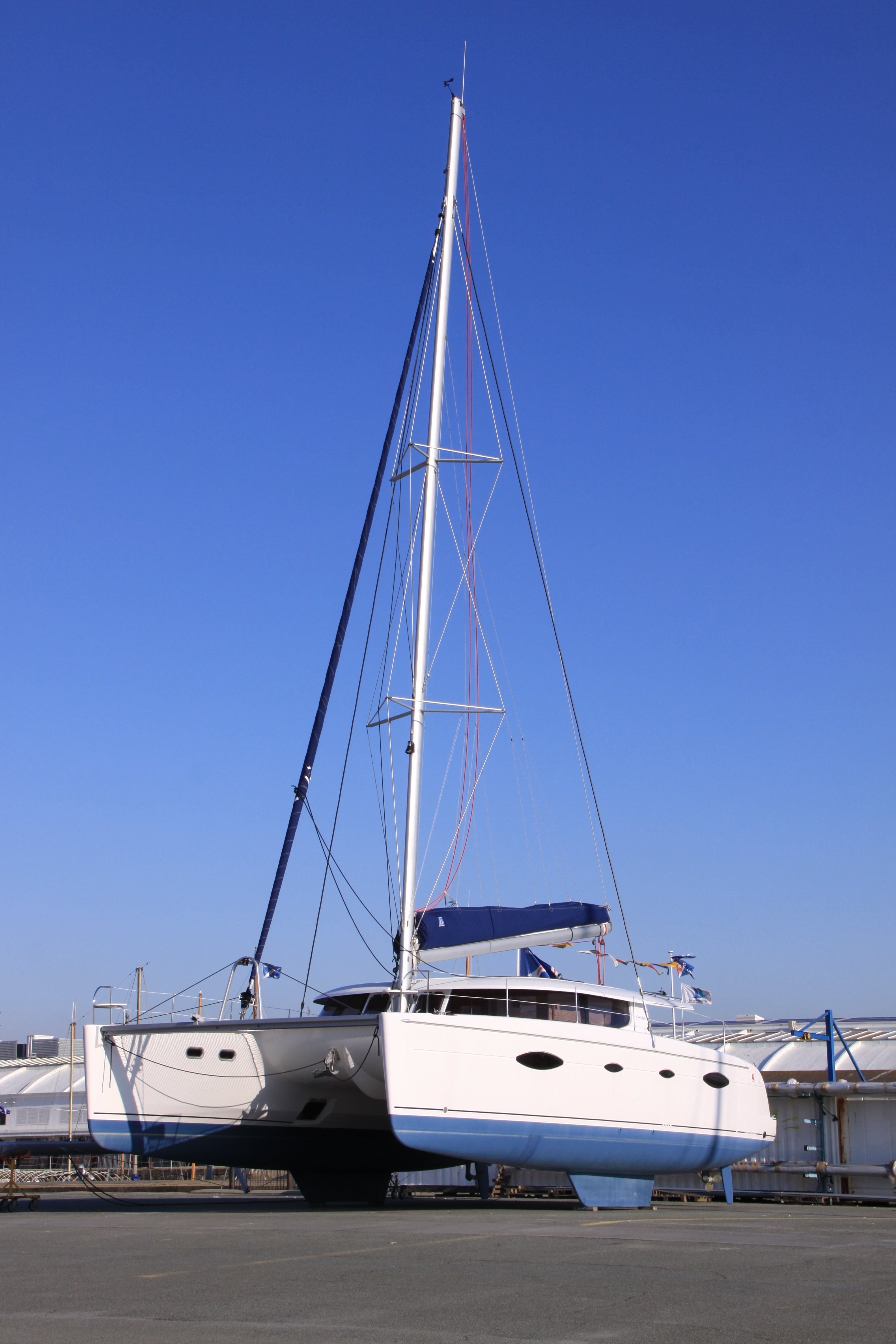
Katamaran Salina 48 (2007) der Werft Fountaine Pajot

Fountaine Pajot ist eine französische Werft, die pro Jahr etwa 150 Schiffe anfertigt, und ein führender Katamaran-Bauer ist. Standorte sind in La Rochelle und in Aigrefeuille-d’Aunis. Das Modellprogramm hat seinen Schwerpunkt auf Fahrtenkatamaranen.

## Aktuelle Modelle
Es werden drei Produktlinien angeboten:
- Fountaine Pajot Katamarane (Segelyachten): siehe Modelle
- Trawler Katamarane (Motoryachten): Summerland 40, Cumberland 47 LC, Queensland 55
- Taïti Day Charter (Segelyachten): Taïti 80

## Modelle

### Bis 40 Fuss
- Corneel 26 (1985)
- Maldives 32 (1988) (with pop-up saloon roof)
- Greenland 34 (1998) (motor yacht)
- Tobago 35 (1993)
- Highland 35 (2005) (motor yacht)
- Mahe 36 (2006)
- Louisiane 37 (1983)
- Antigua 37 (1990)
- Athena 38 (1994)
- Fidji 39 (1988)

### 40 fuss
- Casamance 43 (1985)
- Venezia 42 (1992)
- Bahia 46 (1997)
- Belize 43 (2000)
- Lavezzi 40 (2003)
- Cumberland 44 (2004) (motor yacht)
- Summerland 40 (2007) (motor yacht)
- Lipari 41 (2009)
- Orana 44 (2009)
- Salina 48 (2010)
- Helia 44 (2012)
- Cumberland 47 (2013) (motor yacht)
- Lucia 40 (2016)
- Saona 47 (2017)
- Isla 40 (2020)
- Astrea 42
- Elba 45 (2020)
- Tanna 47 (2022)

### 50 fuss
- Marquises 53 (1991)
- Marquises 56 (1992)
- Queensland 55 (2010) (motor yacht)
- Sanya 57 (2010)
- Ipanema 58 (2014)
- Saba 50 (2015)

- FP 51' (2022)

### 60 fuss
- Eleuthera 60 (2003)
- Galathea 65 (2008)
- Victoria 67 (2013)
- Taiti 80 (1996)
- Alegria 67 (2018)